# Grenzdenkmal Berkach

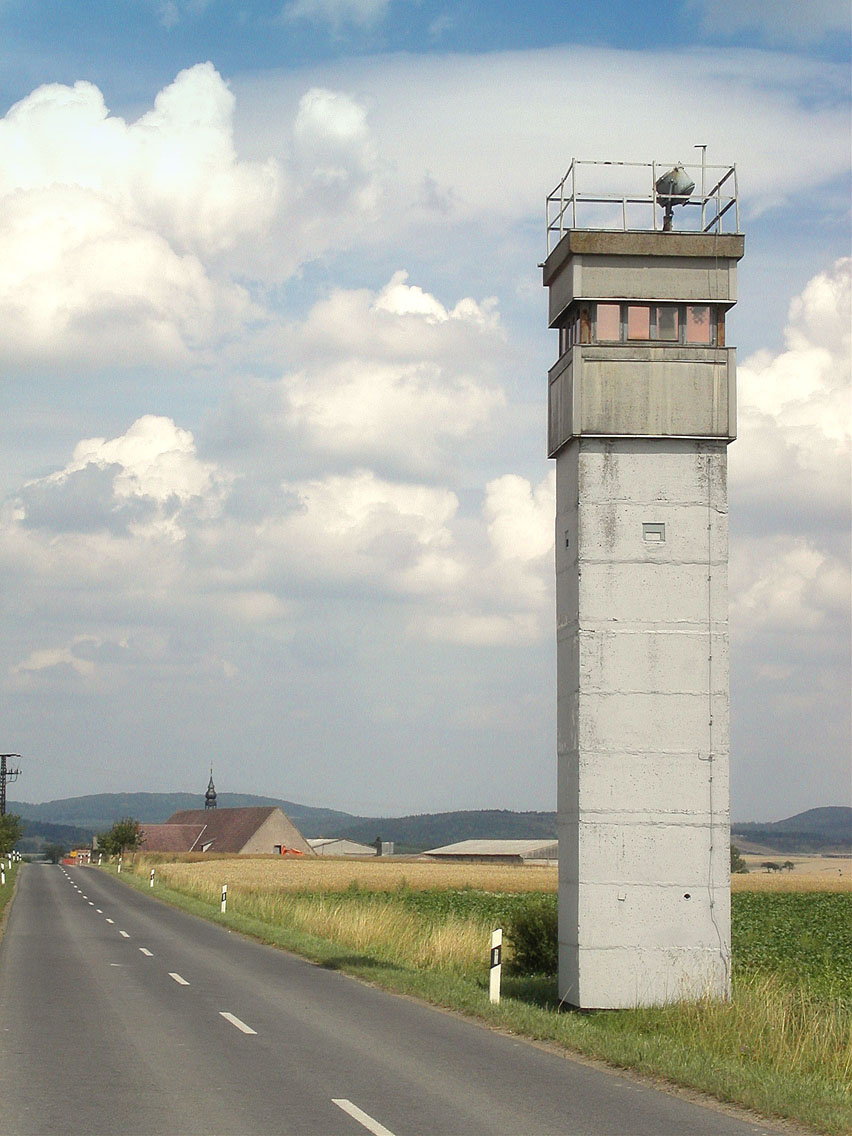
Ansicht des Beobachtungsturms aus Richtung Sondheim (2005)

Beim Grenzdenkmal bei Berkach handelt es sich um einen frei stehenden, etwa elf Meter hohen Beobachtungsturm der ehemaligen DDR-Grenzsicherung.

## Lage
Der Turm befindet sich in der Gemarkung des Ortsteils Berkach der Gemeinde Grabfeld in Thüringen. Er steht an der Sondheimer Straße, etwa 800 Meter südwestlich der Ortslage Berkach und etwa 300 Meter von der thüringisch-bayerischen Landesgrenze (bei Mellrichstadt) entfernt. Der Grenzturm bei Berkach liegt heute in unmittelbarer Nähe zur „Erlebnisstraße der deutschen Einheit“.

## Geschichte
Der Beobachtungsturm wurde Mitte der 1970er Jahre erbaut, er war einer von insgesamt acht Grenztürmen der DDR-Grenzsicherung im früheren Grenzabschnitt 44 und diente bis zur politischen Wende in der DDR zur Kontrolle und Bewachung der Ortschaft Berkach. Im Jahr 1990 wurde mit dem umfassenden Abbau der Grenzsperranlagen der DDR begonnen. Auf Antrag der Gemeinde Berkach blieb dieser Beobachtungsturm als Mahnmal und Geschichtsdenkmal erhalten, wurde provisorisch verschlossen und somit auch vor Vandalismus geschützt. Der Beobachtungsturm bei Berkach ist heute Teilbereich des Deutsch-deutschen Freilandmuseums.
Im Jahr 2004 erfolgte die Ausweisung als Baudenkmal durch das Land Thüringen.

## Bauliches
Es handelt sich um einen standardisierten quadratischen Turm mit vier Etagen und einem begehbaren Dach. Elf vorgefertigte Betonelemente sind aufeinander gesetzt, das Dach verfügt über einen schwenkbaren Suchscheinwerfer.

## Gegenwärtige Situation
Im Zuge ihrer Denkmalforschung und der Gründung des Deutsch-deutschen Freilandmuseums kam der Beobachtungsturm in die Betreuung von Familie Elke, Andreas und Manuel Erhard.
Diese übernahmen die Renovierung und Erhaltung des Turmes, als Weiteres wurden umfassende Denkmalforschungen von Familie Erhard vorgenommen.
Heute ist der Beobachtungsturm bei Berkach Teilbereich des Deutsch-deutschen Freilandmuseums und kann zur Wetterbeobachtung genutzt werden. Die gemeinnützige Trägerschaft hat das Deutsche Kuratorium zur Förderung von Wissenschaft, Bildung und Kultur e.V. übernommen.